# Fabronia socotrana
Fabronia socotrana là một loài Rêu trong họ Fabroniaceae. Loài này được Mitt. mô tả khoa học đầu tiên năm 1888.